# Rezervația naturală Nemțeni
Nemțeni este o rezervație naturală silvică în raionul Hîncești, Republica Moldova. Este amplasată în ocolul silvic Onești, Nemțeni, parcela 2 subparcelele 2, 3. Are o suprafață de 20,9 ha. Obiectul este administrat de Gospodăria Silvică de Stat Hîncești.